# Rivfader
Albums de Finntroll
Midnattens Widunder
Rivfader est la toute première démo du groupe Finntroll. Elle fut créée en 1998. Elle est en libre téléchargement sur le site officiel du groupe. L'atmosphère dégagée par cette EP est très sombre[réf. nécessaire].

## Liste des morceaux
1. Haterop (Intro)
2. Rivfader
3. Vätteanda
4. Den Svart Älgens Blod
5. Midnattens Widunder
6. Stigen (Outro)